# Bunree

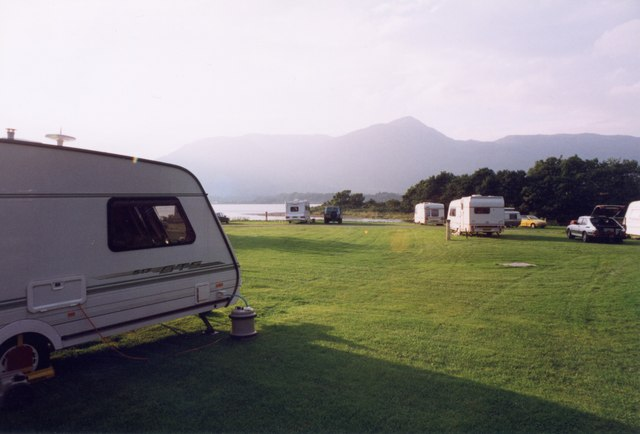
Campingplatz von Bunree

Bunree ist eine kleine Ortschaft, die südwestlich von Inverness in der Region Highland im Norden von Schottland liegt. Im Rahmen der historischen Gliederung Schottlands in Civil Parishes zählt es zu Kilmallie, das zu Inverness-shire gehörte.

## Geographie
Bunree liegt am nördlichen, rechten Ufer des Abhainn Righ, unmittelbar vor dessen Mündung in den See Loch Linnhe. Der Ort umfasst nur ein paar wenige landwirtschaftliche Anwesen. Auf der gegenüberliegenden Seite des Flüsschens konnte sich, am Ufer des Sees, ein Platz für Camper etablieren.

## Verkehr
Verkehrstechnisch zu erreichen ist Bunree über die von Fort William nach Süden führende A82. Sie verläuft unmittelbar östlich, in Form einer Umgehungsstraße, am Ort vorbei.